# Şötüklü
Şötüklü è un comune dell'Azerbaigian situato nel distretto di Cəlilabad. Conta una popolazione di 343 abitanti.